# Костёр (рассказ)
«Развести костёр» (англ. To Build a Fire; название также переводилось как «Разжечь костёр») — рассказ известного американского писателя Джека Лондона; популярная версия была опубликована в 1908 году.
Ранее в 1902 году Джек Лондон опубликовал рассказ с другим финалом. Сравнивая две версии рассказа можно наблюдать рост литературных способностей писателя.
Эта история является ярким примером конфликта человека с природой. Джек Лондон отразил в рассказе собственную жизнь на Территории Юкона.

## Сюжет
Главный герой путешествует по одной из троп Юкона в очень холодный день (−75 °F/−59 °C) в сопровождении собаки. Холод не удерживает путешественника, новичка на Юконе, который планирует встретиться со своими товарищами в шесть часов на старой стоянке. Он идёт по тропе вдоль ручья, сознавая опасность природных ловушек, которые создаются горными подземными ручьями, потому что промокнуть в такой мороз означало бы верную смерть. Продолжая свой путь, путник проваливается по колено в воду. Он вспоминает старика, который предупреждал его, что ни один человек не должен путешествовать один по Клондайку, если температура ниже −50 °F (−46 °C).
Путешественнику становится страшно и он готовит костёр, чтобы высушить свою одежду. Путник разводит огонь под елью, которая покрыта снегом. Он вырывает нижние ветки ели, чтобы подкармливать огонь, но из-за его неосторожных движений ель начинает трястись и снег падает на костёр. Мужчина пытается развести новый костёр с мыслью, что несколько пальцев уже замерзли окончательно. После нескольких попыток разжечь огонь, путник сжигает всю связку спичек. Путешественник решается на отчаянный шаг: ему в голову пришла идея убить собаку, погрузить свои руки в её тело, чтобы они согрелись, и попытаться развести новый костёр. Но из-за сильного холода мужчина не может убить собаку; он не в состоянии вытащить нож обмороженными руками и позволяет собаке уйти.
В отчаянной попытке удержать в себе тепло, мужчина начинает бежать к лагерю. Однако, ему не хватает выносливости, и вскоре путешественник останавливается и садится. Он воображает, что его друзья найдут его мёртвое тело в снегу. Тепло постепенно покидает его, и мужчина погружается в глубокий сон. Собака не понимает, почему человек не продолжает путь. Когда опускается ночь, она, чувствуя запах смерти, бежит в лагерь, где были другие, кто мог дать ей пищу и тепло.
В версии 1902 года погода не такая холодная и ужасная, нет собаки,  которая следует за главным героем, огонь в костре не гаснет, а человек (по имени Том Винсент) страдает только от постоянного обморожения и выживает, становясь хоть и депрессивным, но мудрым человеком.

## Главные герои
В «Костре» есть только два главных героя — человек и собака. Хотя некоторые считают Природу третьим персонажем. В этой истории, Природа предстает как антагонист-враг, против которого человек борется за выживание. Однако, Природа не совершает каких-либо обдуманных поступков. Главную роль играет человеческая глупость, которая и приводит его к смерти.
Другие герои, встречающиеся в произведении — это старик, который пытается предупредить путешественника об опасностях. А также товарищи путника, с которыми он должен был встретиться в конце путешествия.